# Västgötaspets
Der Västgötaspets ist eine von der FCI anerkannte schwedische Hunderasse (FCI-Gruppe 5, Sektion 3, Standard Nr. 14).

## Herkunft und Geschichtliches
Obschon die Ähnlichkeit des Västgötaspets mit dem Welsh Corgi gegeben ist, herrscht die Ansicht vor, der Västgötaspets sei eine ursprünglich schwedische Rasse. Es ist schwer zu sagen, ob die Wikinger Hunde von solchem Typus von England nach Schweden oder von Schweden nach England gebracht haben oder ob es eine parallele Entwicklung in England und in Schweden gegeben hat.

## Beschreibung
Der Västgötaspets ist ein kurzläufiger Hund, länger als hoch, bei einer Größe von bis zu 35 cm. Das Haar ist mittellang, harsch, eng anliegend und dicht, reichlich dichte und weiche Unterwolle, Grau-braun, grau-gelb oder rötlich-braun mit dunklerem Haar auf dem Rücken, am Hals und seitlich am Körper. Die Ohren sind mittelgroß, spitz, aufgerichtet, sehr beweglich. Es gibt zwei Formen der Rute: die lange Rute und die von Natur aus kurze.

## Wesen
Der Westgotenspitz, auch als Västgötaspets oder Schwedischer Vallhund bezeichnet, ist ein kleiner, robuster und äußerst aktiver Hütehund, der für seinen Mut und seine Wachsamkeit bekannt ist. Er besitzt ein lebhaftes Temperament und zeichnet sich durch hohe Intelligenz und Schnelligkeit aus, die ihn zu einem fähigen und engagierten Begleiter machen. Diese Hunde reagieren aufmerksam auf ihre Umgebung und neigen dazu, zuverlässig auf alles Ungewohnte aufmerksam zu machen, was sie zu hervorragenden Wachhunden macht.
Durch ihre schnelle Auffassungsgabe lernen Westgotenspitze neue Kommandos sehr leicht und brauchen daher von Anfang an eine konsequente Erziehung, um ihre Energie und ihren starken Charakter in die richtigen Bahnen zu lenken. Ihre Freude an Aufgaben und ihr Bedürfnis nach geistiger Beschäftigung machen sie besonders für Halter geeignet, die bereit sind, sich intensiv mit ihnen zu beschäftigen und ihnen ausreichend körperliche und geistige Herausforderungen zu bieten.

## Verwendung
Begleit-, Hüte-, Schutzhund; früher: Viehtreiber und -hüter, Rattenbeißer